# 도이치 베르케
도이치 베르케(Deutsche Werke)는 1925년에 설립된 독일의 조선사이다. 독일방위산업의 침몰을 가져온 제1차 세계 대전 이후 베르사유 조약의 결과로 탄생했다. 이 기업은 바이마르 공화국 정부가 소유하였고 본사는 베를린에 위치해 있었다. 당시 제조 지역은 킬이었다.
도이치 베르케는 상선을 건조하기 시작했으나 국가사회주의 독일 노동자당이 1933년 권력을 얻자 생산은 군함으로 변경되었다. 조선뿐 아니라 도이치 베르케는 화기도 생산했다.
1955년에 조선소 부문은 HDW에 인수되었다.

## 도이치 베르케에서 건조된 선박
- 전함 독일 순양전함 그나이제나우
- 항공모함 독일 항공모함 그라프 체펠린
- 구축함 Z1 - Z4
- 유보트 타입 IIA, B, C, D, VIIC, XIV